# Маршак, Иммануэль Самойлович
Иммануэ́ль Само́йлович Марша́к (1917—1977) — советский ученый, специалист в области физики электрического разряда в газах, доктор технических наук.
Переводил на русский язык романы Джейн Остин.

## Биография
Родился 25 февраля (10 марта) 1917 года в Петрограде, в семье поэта и переводчика С. Я. Маршака и Софьи Михайловны Маршак (урождённой Мильвидской). Окончил школу в 15 лет, в возрасте 19 лет получил диплом ЛГУ, окончив Физический факультет.
Сразу по окончании университета поступил в аспирантуру, в дальнейшем защитил диссертацию на соискание учёной степени кандидата технических наук по теме «Электрический пробой газа при атмосферном давлении».
С 1939 года работал в ЭНИН имени Г. М. Кржижановского АН СССР в Москве. В 1941—1945 годах служил в РККА, участвуя в создании новой военной техники.
С 1946 года возглавлял лабораторию при МЭЛЗ, занимавшуюся изучением газоразрядных импульсных источников света. С 1963 года — научный руководитель конструкторского бюро источников высокоинтенсивного света (КБ ИВИС) с опытным производством в Москве. На основе работ Маршака после войны в области сильноточных электрических разрядов в газах был создан НИИ «Зенит».
В последние годы жизни И. С. Маршаку практически запретили заниматься наукой, без чего он не представлял своего существования. Учёного лишили возможности возглавлять созданный им научно-исследовательский институт, подбирать в него кадры.
Жил в Москве на Новопесчаной улице. Умер 27 июня 1977 года. Похоронен в Москве на Новодевичьем кладбище (участок № 2) В некрологе, написанном группой товарищей на смерть учёного, говорилось: «Иммануэль Самойлович Маршак обладал необыкновенной чуткостью и отзывчивостью, был всегда заботлив и внимателен к окружающим его людям…».

## Научная деятельность
Заложил основы работы разрядных импульсных и дуговых ксеноновых ламп, дав начало развитию этого класса источников света в СССР. Он преодолел традиционные взгляды на ход ВАХ и показал, что возможно существование дугового разряда с возрастающей ВАХ, при которой не требуется применение балластных устройств. К этому И. С. Маршак пришёл в результате исследований сильноточных разрядов, ограниченных стенками трубки. При этих условиях имеет место квазистационарный насыщенный разряд. Его основная заслуга состоит в том, что он не только теоретически установил возможность осуществления в инертных газах дугового самостабилизированного разряда в длинных трубках, но и нашёл технические решения для создания первых промышленных образцов безбалластных трубчатых ламп непрерывного горения с широким диапазоном мощностей от 6 до 20 кВт.
В 1963 году защитил диссертацию на соискание учёной степени доктора технических наук по теме «Импульсный электрический разряд в газах и его применение в импульсных источниках света».
В 1963 году была издана книга «Импульсные источники света» под общей редакцией И. С. Маршака (М.; Л.: Госэнергоиздат) Его статьи печатались в журналах и изданиях «Светотехника», «Журнал технической физики», «Успехи физических наук», «Успехи научной фотографии», «Сборник материалов по вакуумной технике», «Journal of society of Motion pictures and television engineers» и других.
Под руководством И. С. Маршака созданы импульсные лампы «Сириус», ксеноновые лампы «холодного» света. «Несомненно, что Иммануэль Самойлович Маршак, благодаря своей масштабной научной и производственной деятельности в области высокоинтенсивных источников света, должен быть отнесён к выдающимся представителям отечественной светотехники».

### Основные работы
- Маршак И. С. Некоторые вопросы физики и техники газового разряда в импульсных лампах. Доклад на 3-м Международном конгрессе по скоростной фотографии (Лондон, сентябрь 1956 г.). — М.: [Б. и.], 1956. — 31 с.
- Маршак И. С. Импульсные источники света. — М.; Л.: Госэнергоиздат, 1963. — 336 с.
- Маршак И. С. Современные высокоинтенсивные источники света. Науч. ред. В. С. Литвинов. — М.: [Б. и.], 1976. — 87 с.
- Маршак И. С., Дойников А. С., Жильцов В. П. Импульсные источники света. 2-е изд., перераб. и доп. — М.: Энергия, 1978. — 472 с.

### Семья
- Отец — Самуил Яковлевич Маршак (1887—1964), русский советский поэт, драматург, переводчик, литературный критик.
- Мать — София Михайловна Маршак (Мильвидская) (1889—1953).
- Сестра — Натанаэль (родилась в 1914—1915 году в Англии), умерла во младенчестве.
- Брат — Яков (1925—1946), умер от туберкулёза.
- Тётя — Лия Яковлевна Прейс (1901—1964), писательница, известная под литературным псевдонимом Елена Ильина.
- Дядя — Илья Яковлевич Маршак (литературный псевдоним М. Ильин; 1896—1953), писатель, один из основателей советской научно-популярной литературы для детей.
- Первая жена — Татьяна Алексеевна Сперанская. В браке родился сын — Алексей Иммануэлевич Сперанский-Маршак (род. 11 декабря 1937), с 1989 года в Израиле.
- Вторая жена — Мария Андреевна Маршак (урождённая Ляпунова, род. 1920). В браке родились:

- сын — Яков Иммануэлевич Маршак (род. 1946), врач-нарколог, основатель «Клиники Маршака», председатель фонда «Мир без наркотиков»;
- сын — Александр Иммануэльевич Маршак, детский писатель.

### Память об отце
Маршак очень любил отца, стремился окружить заботой, вниманием, оказать ему всю необходимую помощь, включая лекарственную, поскольку тот часто болел. После смерти отца Маршак предпринял серьёзные усилия по сохранению и публикации творческого наследия поэта. Благодаря его усилиям в конце 1960-х — начале 1970-х было издано восьмитомное собрание сочинений С. Я. Маршака, многие отдельные публикации его художественных переводов, лирических стихов, драматических произведений, был приведён в необходимый порядок архив писателя, квартира писателя на Чкаловской улице сохранена в первозданном виде.
М. М. Гейзер свою книгу о С. Я. Маршаке начал словами: «Я бесконечно благодарен Иммануэлю Самойловичу Маршаку — без его участия этой книги не было бы вообще, или она была бы совсем иной».
Был консультантом картины «Двенадцать месяцев» (1972).

## Переводы
Сочинял музыку и стихи. С. Я. Маршак отзывался о сыне «Очень способный! Лауреат Лауреатович! Днём он физик, а по вечерам и по ночам — литератор».
Перевёл на русский язык романы Джейн Остин «Гордость и предубеждение» и «Нортенгерское аббатство». Первое издание его перевода «Гордости и предубеждения» в серии «Литературные памятники» предваряет статья переводчика, где И. С. Маршак рассказывает о том, что поводом для написания перевода был список У. С. Моэма «10 лучших романов мировой литературы»: девять из них на тот момент были известны русским читателям, десятым был — «Гордость и предубеждение». Перевод первых глав романа был редактирован С. Я. Маршаком.

## Награды и премии
Сталинская премия третьей степени (1947) — за разработку нового метода воздушного фотографирования.